# Air Southwest (Канада)
Air Southwest Ltd, действовавшая как Air Southwest — бывшая канадская авиакомпания местного значения со штаб-квартирой в городе Чилливак (Британская Колумбия), выполнявшая чартерные авиарейсы по населённым пунктам западной части провинции, а также предоставлявшая услуги по обучению и стажировке частных пилотов.
Портом приписки авиакомпании являлся Аэропорт Чилливак.

## Общие сведения
Авиакомпания Air Southwest была основана в 1983 году, в настоящее время находится в собственности и управляется строительной компанией «Emil Anderson Construction Company Ltd».
12 мая 2005 года Министерство транспорта Канады вынесло решение по заявлению Air Southwest об аннулировании лицензий эксплуатанта № 962167 и 967017. Первая лицензия разрешала авиакомпании выполнять рейсы на внутренних маршрутах самолётами малой авиации, вторая лицензия — совершение чартерных международных рейсов также на малых самолётах. По состоянию на февраль 2010 года никаких сведений о возобновлении лицензий эксплуатанта не поступало.

## Флот
- Cessna 206 Stationair — 1 единица;
- Cessna 182P Skylane — 1 единица.